# علی خدایی
علی خدایی (زادهٔ ۱۳ فروردین ۱۳۳۷، تهران) نویسنده معاصر است.

## زندگی ادبی
خدایی فارغ‌التحصیل رشتهٔ علوم آزمایشگاهی از دانشگاه اصفهان است و در اصفهان سکونت دارد. دومین مجموعه داستان او با نام تمام زمستان مرا گرم کن در سال ۱۳۸۰ برندهٔ جایزه هوشنگ گلشیری شد و در جایزه منتقدان و نویسندگان مطبوعاتی عنوان «بهترین مجموعه داستان دهه ۸۰» را به دست آورد. در نظرسنجی روزنامه همشهری نیز که در سال ۱۳۹۰ با شرکت ۴ گروه نویسندگان، منتقدان، روزنامه‌نگاران و ناشران انجام شد، این مجموعه داستان در کنار زندگی مطابق خواسته تو پیش می‌رود نوشتهٔ امیرحسین خورشیدفر به عنوان بهترین مجموعه داستان دههٔ ۸۰ برگزیده شد. خدایی داور جایزه گلشیری نیز بوده است.

## آثار
از علی خدایی تاکنون سه مجموعه داستان کوتاه منتشر شده است:
- از میان شیشه، از میان مه، نشر آگاه، ۱۳۷۰.
- تمام زمستان مرا گرم کن، نشر مرکز، ۱۳۷۹.
- کتاب آذر، نشر چشمه، ۱۳۸۸.
- نزدیک داستان، نشر چشمه، ۱۳۹۵.
- آدم‌های چهارباغ، نشر چشمه، ۱۳۹۸.
- سینگورینگ ،نشر چشمه،۱۴۰۳.